# Götterorakel im Alten Ägypten
Das Götterorakel ist eine Sonderform des Orakels (von lateinisch oraculum „Götterspruch, Sprechstätte“; zu orare „sprechen, beten“). Es bezeichnet im Alten Ägypten eine Technik zur Wahrsagung (Divination, Mantik), die mittels Erkennen des göttlichen Willens der Unterstützung in schwierigen Lebenslagen diente. Das entsprechende Ritual beinhaltete die Befragung eines Orakels im Sinne eines göttlichen Urteils. Im Unterschied zum Omen als göttliche Botschaft in zufälligen Naturbetrachtungen oder Träumen ging die Initiative hier vom Menschen aus, der sich im Rahmen einer Prozession oder per Brief an eine Gottheit wenden und diese um Rat ersuchen konnte. Entsprechend fiel die Antwort je nach Person, Anliegen und äußeren Umständen unterschiedlich aus. Ob dem Urteil Folge geleistet wurde oder nicht, lag wiederum im Ermessen des Fragenden und der Beteiligten.
Die enge Verbindung der ägyptischen Götter mit dem Orakel äußert sich mitunter in Epitheta wie denen des Gottes Heka, dem der Titel „Herr der Orakel, Herr der Offenbarungen, der vorhersagt, was geschehen wird“ zukommt.
Im Alten Ägypten konsultierten Menschen unterschiedlicher sozialer Schichten diese Methode zur Weissagung. So konnten sich prinzipiell Bürger, höhere Beamte und Priester sowie Könige mit ihren jeweiligen Belangen an ein Götterorakel wenden.
Die antiken Quellen stammen zu einem Großteil aus der Arbeitersiedlung Deir el-Medina im Süden von Theben-West, wo Orakelbefragungen im Rahmen von Götterprozessionen durchgeführt wurden. Hier lebten die Arbeiter und Handwerker, welche die Felsgräber der Pharaonen im nahegelegenen Tal der Könige erbauten.

## Chronologische Entwicklung
Prozessionen zu Ehren von Gottheiten wurden bereits im Alten Reich durchgeführt. Felsinschriften aus der 6. Dynastie im oberägyptischen Wadi Hilal nahe der Siedlung Elkab belegen etwa Auszüge in die Wüste zu Ehren der Göttin Nechbet, wenn auch ohne Hinweise auf ein Götterorakel in diesem Kontext.

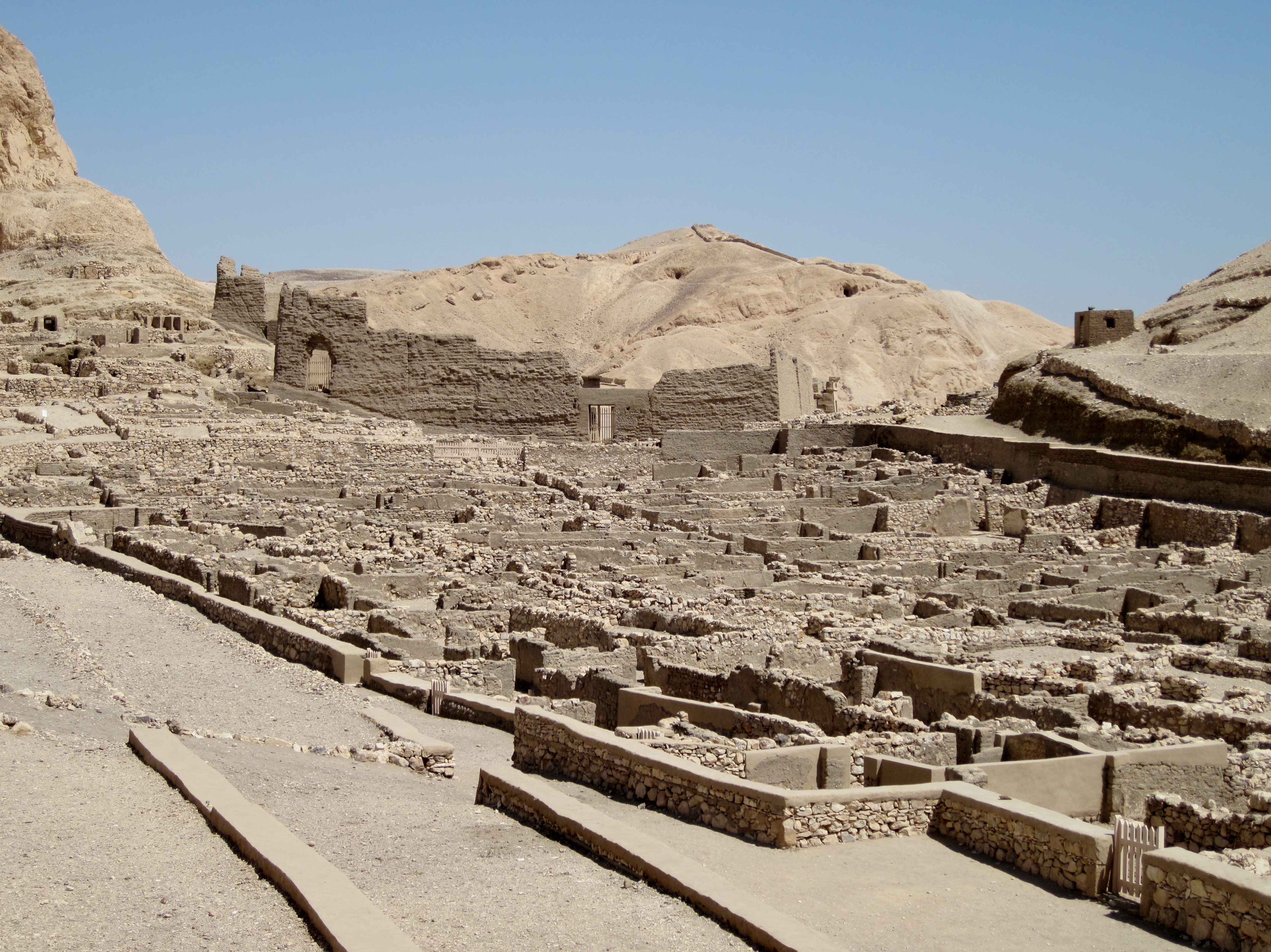
Die Arbeitersiedlung Deir el-Medina in Theben-West, Ägypten

Eine Inschrift aus der späten 5. Dynastie im Sinaï berichtet von einer königlichen Expedition zum Abbau von Türkis, dessen dortiges Vorkommen womöglich der Sonnengott Re nach Befragung vorhergesagt haben könnte. Da jedoch auch hier nicht ausdrücklich von einem Götterorakel die Rede ist, liegen nicht hinreichend Beweise zur Bestätigung dieser Theorie vor.
Der früheste sichere Beleg für ein Götterorakel stammt aus der Regierungszeit der Königin Hatschepsut im frühen Neuen Reich der 18. Dynastie und betrifft die ägyptische Königsideologie. Sie und ihr Nachfolger Thutmosis III. nutzten den Gottesspruch als legitimatorisches Mittel hinsichtlich der eigenen Herrschaft und Außenpolitik.
In der Amarnazeit kam der Orakelkult unter König Amenophis IV. (Echnaton), zum Erliegen, da die von ihm an die Spitze aller ägyptischen Götter gesetzte Strahlensonne Aton kein eigenes Orakel besaß. Ein solches erübrigte sich, da sämtliche Entscheidungen des Herrschers als Lenkungen des Gottes höchstselbst interpretiert wurden.
Die Ramessidenzeit (19. und 20. Dynastie) bedeutete mit dem Wiederaufleben der ägyptischen Tradition in Religion und Kult eine Blütezeit des Götterorakels. Während es in Staatsangelegenheiten als politische und juristische Entscheidungshilfe genutzt wurde, befragten beispielsweise die Bewohner von Deir el-Medina zumeist den thebanischen Hauptgott Amun in privaten wie rechtlichen Angelegenheiten. Die sogenannte persönliche Frömmigkeit steht sinnbildlich für das damalige Bedürfnis nach individueller Zuwendung zur Götterwelt. Diese religiöse Strömung bewirkte, dass private Bittsteller ihr Anliegen an jede beliebige Gottheit richten konnten, der sie sich in besonderem Maße verbunden fühlten. Dies belegen die sogenannten Gottesbriefe, die sporadisch aus der 20. Dynastie erhalten sind und in denen sich einzelne Personen gezielt an eigens gewählte Gottheiten wenden. Weiterhin nimmt die ägyptische Weisheitsliteratur in Form diverser Lebenslehren Bezug auf den korrekten Umgang mit Orakelsprüchen.

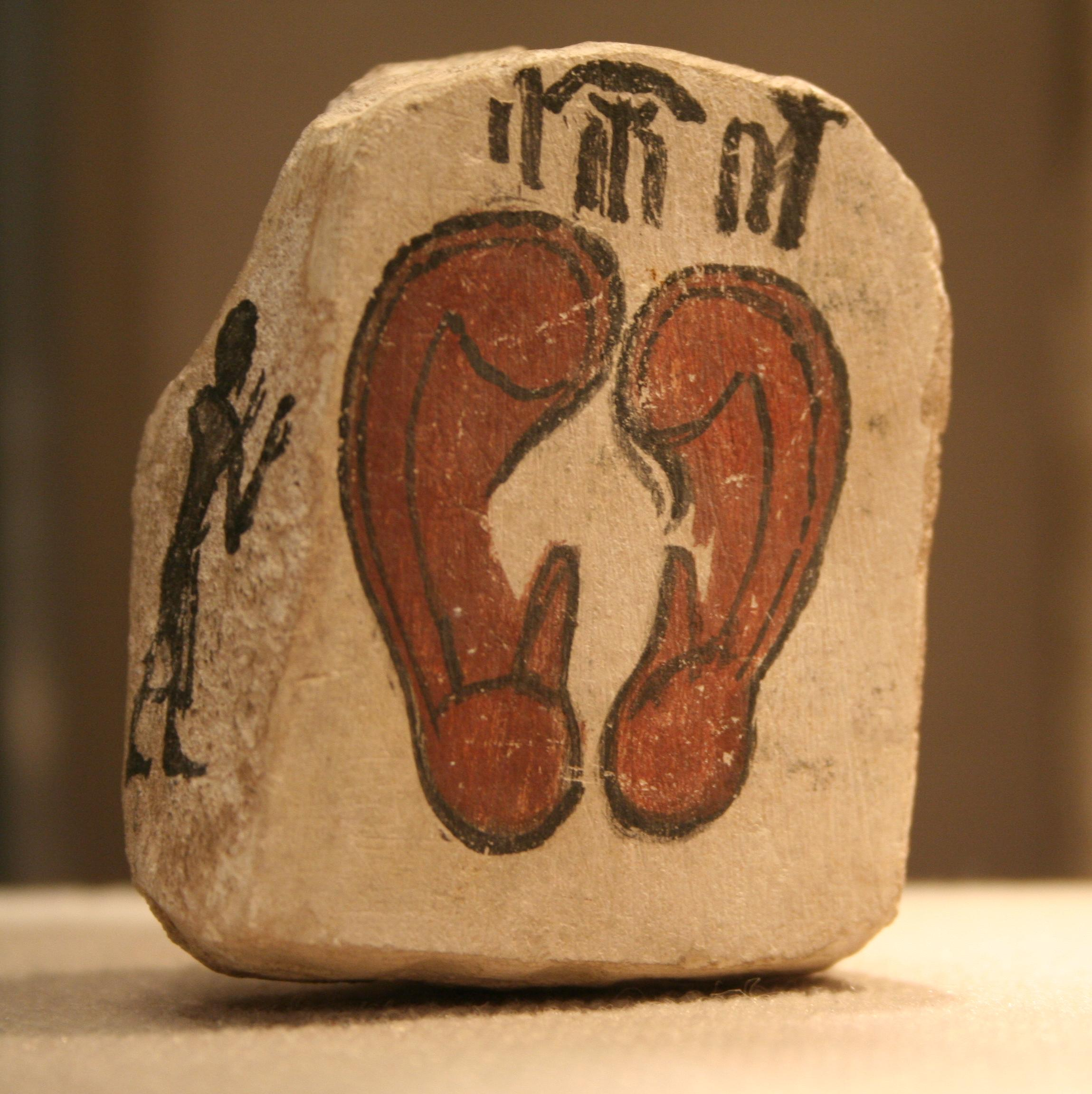
Ohrenstele im Ägyptischen Museum Leipzig

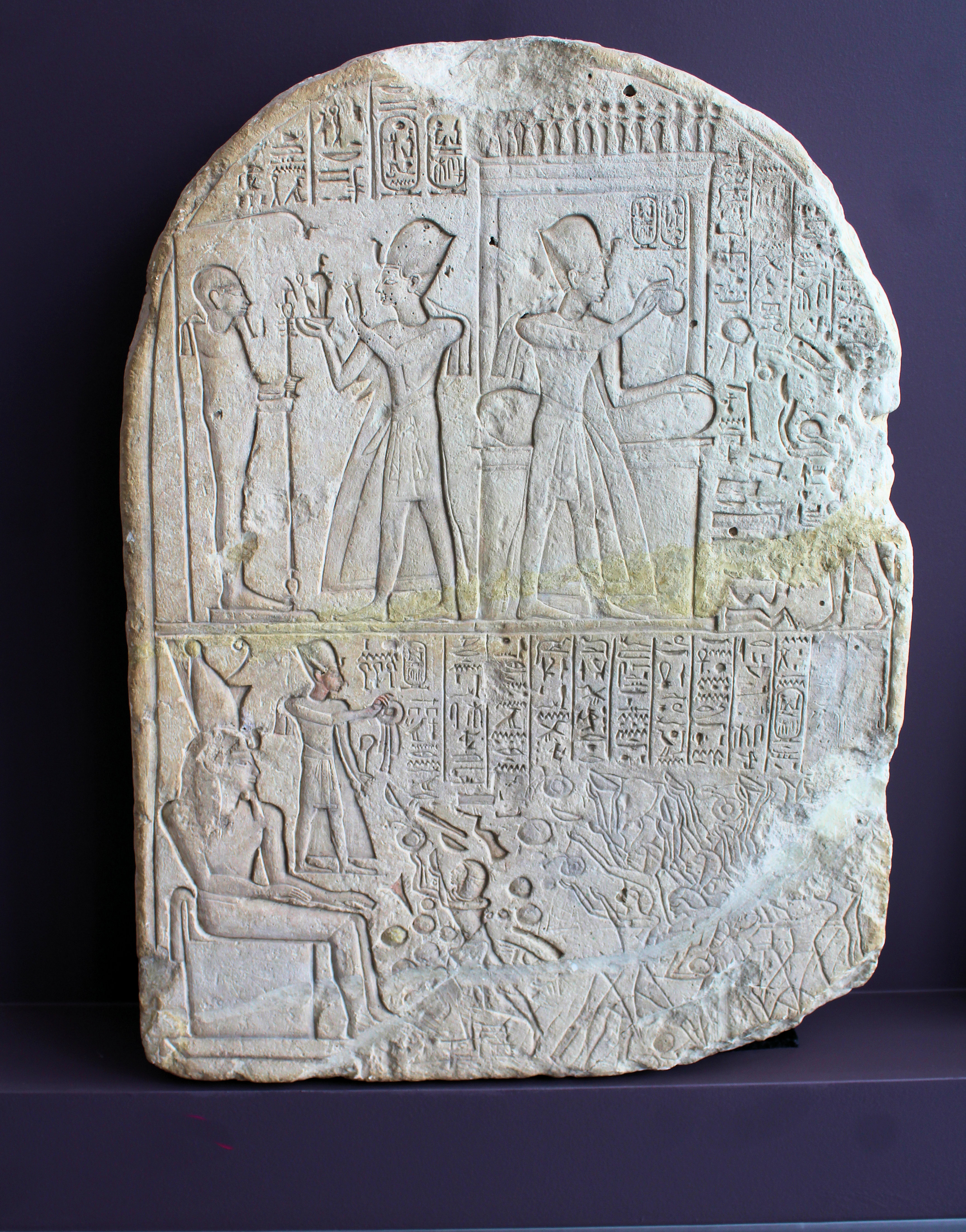
Stele des Mose im Roemer- und Pelizaeus-Museum, Hildesheim

Ein weiteres Medium zur Kontaktaufnahme mit einem individuell gewählten Gott sind die sogenannten Ohrenstelen aus dem Neuen Reich, durch die Gebete und Dank für deren Erhörung bekundet wurden. In seinem Hauptkultort Memphis wurden solche Stelen vornehmlich dem Schöpfergott Ptah geweiht, der das Epitheton „der die Bitten erhört“ trug. Derselbe Titel kommt Amun-Re im Osttempel von Karnak an der Rückseite des Haupttempels zu. Die Kultkapelle diente dem Herantragen persönlicher Gesuche an den König und die Gottheit in der Hoffnung auf göttliche Gerechtigkeit. Auch Privatobjekte bezeugen die enge Gottesbindung im Neuen Reich: So zeigt etwa die sogenannte Stele des Mose (Hildesheim, Roemer- und Pelizaeus-Museum; Inv.-Nr.: PM 374) aus der 19. Dynastie die Entlohnung eines gleichnamigen Soldaten mit Ehrengold für seinen Militärdienst durch Ptah, „der die Bitten erhört“ und Ramses II.
Auch in der Dritten Zwischenzeit zogen die jeweiligen politischen Autoritäten Gottesentscheide zu Rate. Im thebanischen Gottesstaat der 21. Dynastie begründeten die Hohepriester des Amun auf diese Weise ihre Entscheidungen. Die Libyerkönige der bubastidischen 22. Dynastie bezogen gleichfalls Orakelbeschlüsse in die Staatslenkung ein. Auch in der kuschitischen 25. Dynastie nutzten Könige wie etwa der im nubischen Reich von Napata regierende Aspelta Gottesentscheide, um sich als rechtmäßige ägyptische Regenten darzustellen.
Nach der erneuten Wiederherstellung des Zentralstaats in der Spätzeit setzten die Saïten der 26. Dynastie dies fort. Vermehrt wurde die Kommunikation mit den Göttern mittels heiliger Tiere hergestellt, deren Verhalten Priester dahingehend interpretierten, dass sich die Gottheit in auserwählte Vertreter einer Spezies einlebte und diese steuerte. Dieses mystische Verständnis manifestierte sich insbesondere in lokal praktizierten Stierkulten. Ein Götterorakel lag hierbei nur dann vor, wenn ein bestimmtes Verhaltensmuster des Tieres gezielt herbeigeführt wurde. Zufällige Beobachtungen sind aus heutiger Sicht als Omina einzustufen. Welcher Fall in pharaonischer Zeit vorlag, ist nicht nachzuweisen.
Von der Beliebtheit des Götterorakels im privaten Bereich zeugen im ganzen Land verteilte Orakelstätten, von denen mitunter der Gelehrte Herodot berichtet. Vielfach sind aus dieser Zeit Orakelfragen auf Papyrus sowie die bereits im Neuen Reich aufkommenden Gottesbriefe erhalten.

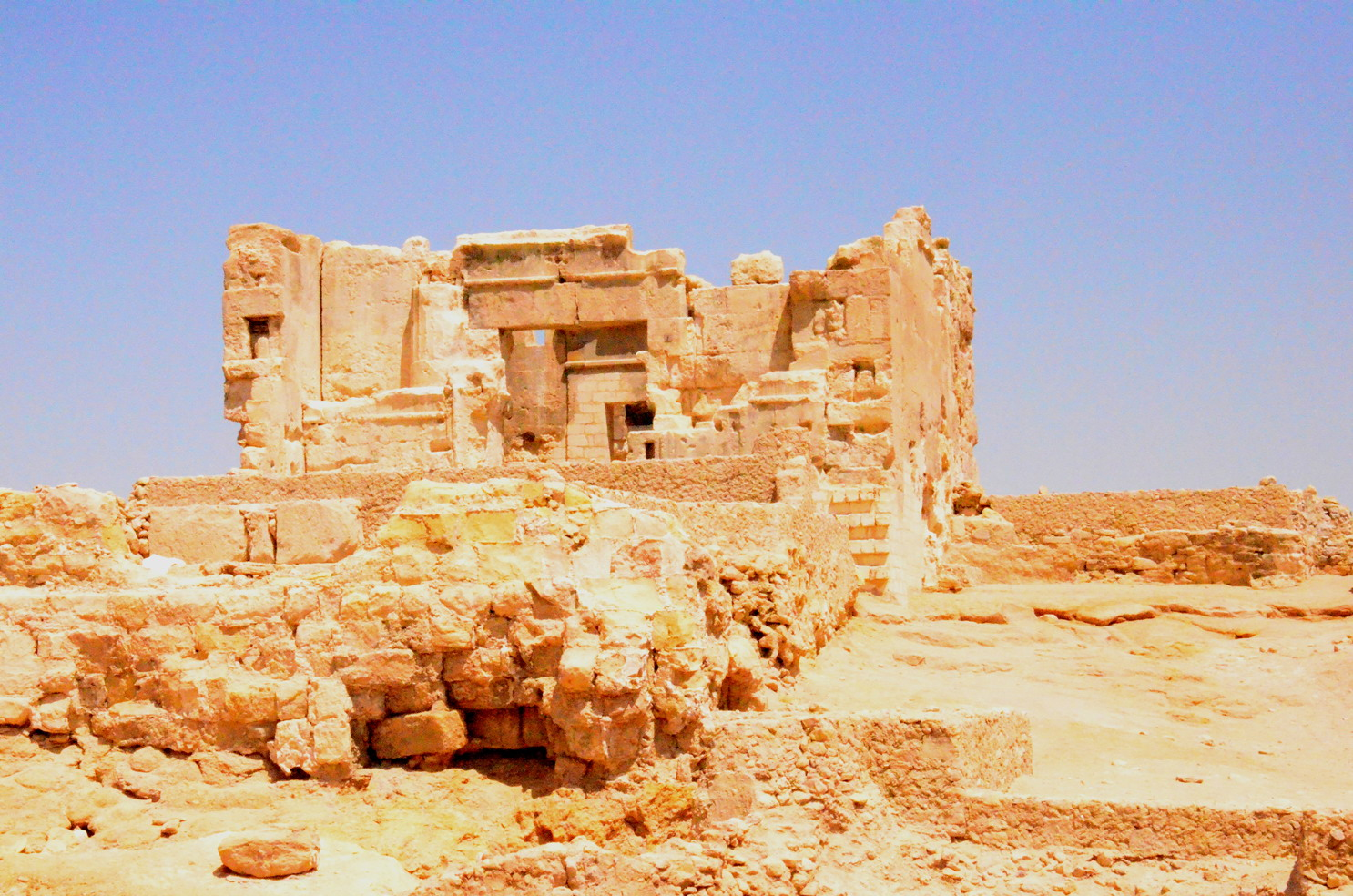
Tempel des Amun-Orakels in Siwa, Ägypten

In der Ptolemäerzeit prägten Orakelstätten weiterhin die religiöse Kultpraxis. Nach der Eroberung Ägyptens im Jahr 332 v. Chr. suchte Alexander der Große das Orakel des Zeus-Ammon in Siwa auf, wenn auch der genaue Zweck der Befragung unklar ist. Griechische Bürger befragten im thebanischen Deir el-Bahari die nach ihrem Tod vergöttlichten Weisen Imhotep und Amenophis (Sohn des Hapu), während die Schreiber demotischer und magischer Papyri diese Art der Divination in ihre Schriften einbezogen.
Nach der römischen Machtübernahme 30 v. Chr. kam der Orakelkult in Ägypten allmählich zum Erliegen. Der römische Kaiser Septimius Severus verbot ihn 199 n. Chr. mittels politischem Dekret, da es sich nach seiner Maßgabe um Aberglaube und Scharlatanerei handle. Ähnliche Edikte wurden während der gesamten römischen Herrschaft in Ägypten erlassen. Zwar führte die einheimische Bevölkerung auch weiterhin Götterbefragungen durch, doch geschah dies nur noch exklusiv und im privaten Rahmen.
Die letzten Belege für ein Gottesorakel in Ägypten stammen aus koptischen Papyri des 7. und 8. Jahrhunderts n. Chr., die bereits den christlichen Gott anrufen. Sie weisen das Kreuzmotiv sowie die christliche Phraseologie auf, orientieren sich jedoch strukturell in der Abfolge aus Invokation, Frage und Bitte um Antwort an den ägyptischen Anfragen.

## Funktionsweise

### Prozessionsorakel

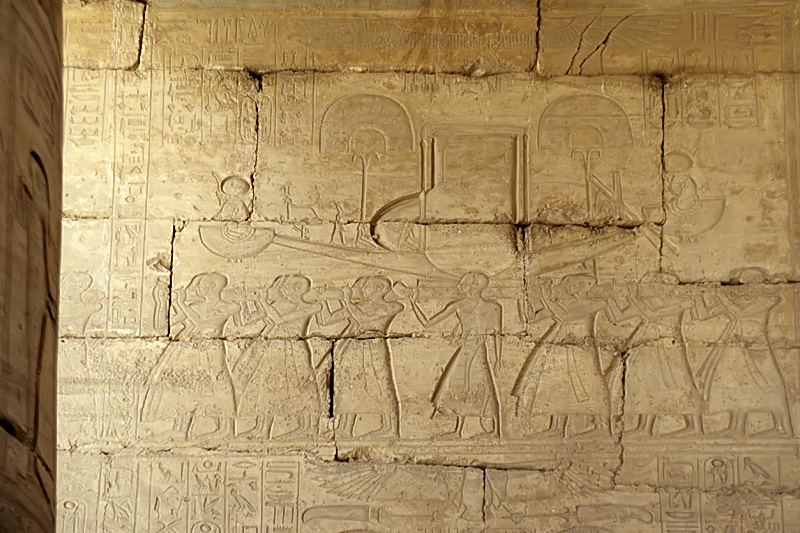
Die Prozessionsbarke des Amun, Darstellung im Totentempel Ramses’ II. (Ramesseum) in Theben-West nordwestlich von Luxor, Ägypten.

Im öffentlichen Raum fanden Götterorakel ab dem Neuen Reich und bis in die christliche Zeit hinein im Rahmen von Prozessionen anlässlich religiöser Feiertage statt. Hierbei trugen Reinigungspriester (Wab-Priester) das in einem Naos befindliche und unter einem Schleier verborgene Kultbild der Gottheit auf seiner Barke entlang einer Straße, von deren Seiten aus die Menschen zusahen. Die Verkündung von Orakelentscheiden fand vor Tempeleingängen statt, die auf der Route passiert wurden. Solche Akte werden in der ägyptologischen Fachliteratur auch als Barken-Ordale bezeichnet. Sie fanden zumeist an den Wochenenden statt, da die Arbeiter über die Woche im Tal der Könige stationiert waren und nur an freien Tagen zu ihren Familien im Dorf zurückkehrten.
Die Dorfbewohner befragten neben Amun in vielen Fällen den vergöttlichten Herrscher Amenophis I., der um 1500 v. Chr. regierte und Deir el-Medina gründete. Die Quellen sprechen ihn als „mein guter Herr“ oder „Wesir, der die Wahrheit öffnet“ an. Im Gegensatz zu Götterkultbildern, die fast ausnahmslos in verhüllten Schreinen transportiert wurden, konnte das Bild des Königs offen sichtbar auf einem Schlitten befestigt oder unter einem Baldachin getragen werden. Weiterhin befragten die Frauen der Arbeiter zur retrospektiven Traumdeutung die vergöttlichte Mutter Amenophis‘ I. namens Ahmose Nefertari, die ihrerseits Königsgemahlin des Begründers der 18. Dynastie Ahmose I. war.
Prinzipiell konnte bei solchen Prozessionen jeder Anwesende nacheinander der Gottheit sein Anliegen vortragen. Dies erfolgte sowohl mündlich als auch schriftlich. War die Frage vorher als Schreiben aufgesetzt worden, verlas sie ein Schreiber, jedoch konnte der Bittsteller sie auch frei formuliert vortragen. Alternativ waren verschiedene Antwortmöglichkeiten auf Tonscherben (Ostraka) oder Papyrusstreifen aufzuschreiben und der Gottheit vorzulegen. In jedem Fall war eine genaue Schilderung der Angelegenheit dem Gott gegenüber vor dessen direkter Anrufung unerlässlich.
Der Gottesspruch war aus der Bewegung des Kultbilds in seinem Schrein herauszulesen, welche wiederum durch das Tragen der Götterbarke auf den Schultern der Priester zustande kam. Bei Ja-Nein-Fragen drückte der Gott seine Zustimmung mutmaßlich durch eine Vorwärtsbewegung aus und neigte sich nach vorn, während ein Zurückweichen Ablehnung suggerierte. Im Falle mehrerer vorgelegter Antwortmöglichkeiten galt diejenige als die vom Gott erwählte, in deren Richtung sich sein Kultbild wendete.
Den antiken Quellen zufolge sprach die Gottheit, sobald sie sich entschieden hatte. Vermutlich handelt es sich um eine Umschreibung für das Kundtun der Entscheidung durch einen anwesenden Schreiber, wie der Wortlaut auf einem Ostrakon (Oxford, Ashmolean Museum; Inv.-Nr. O. Gardiner 103) unter Ramses III. aus Deir el-Medina vermuten lässt. Dieses verzeichnet eine Gottesbefragung zur Klärung eines Erbschaftsstreits, bei der ein Mann namens Nebamun und dessen Geschwister ein von ihrem Vater bebautes Grundstück jeweils für sich beanspruchen. Die uneindeutige Formulierung lässt sowohl die Deutung als einen Sprechakt des Gottes Amenophis I. als auch des Schreibers zu:
„Er [=vermutlich Nebamun] erstellte zwei Schriftstücke und platzierte sie vor dem Gott
selbst. Und das Schriftstück [=das vom Gott gewählte] wurde in die Hand
des Schreibers Wennefer gelegt, und er sprach:

»Was jeden Lehmziegel angeht, den ich gesetzt habe, sie sind für Nebamun, meinen Sohn.«“

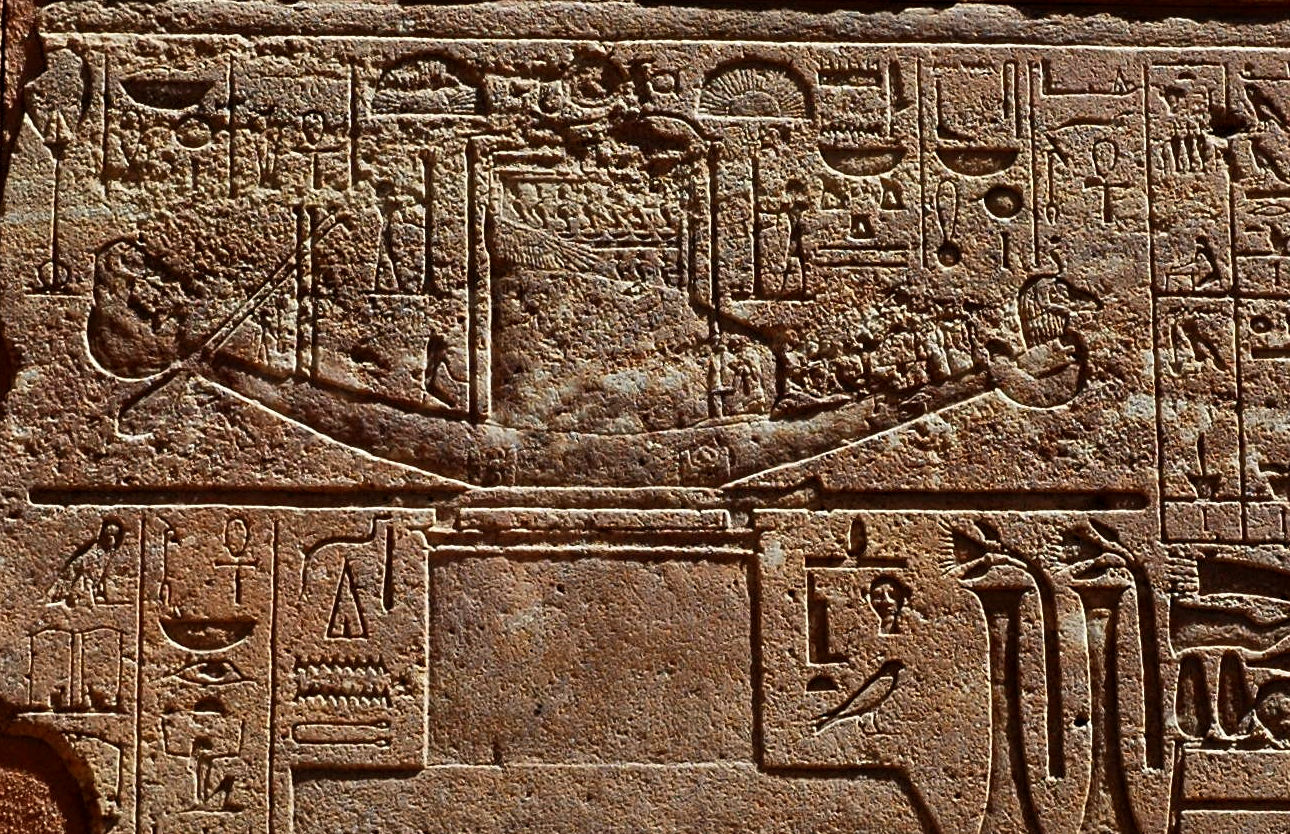
Die Prozessionsbarke des Amun, Darstellung in der Chapelle Rouge der Hatschepsut, Karnak, Ägypten

Aus griechisch-römischer Zeit sind Kultbilder mit internen Bohrungen bekannt, die den Priestern als Sprachrohre gedient haben könnten und dabei den Zuschauern der Prozession verborgen blieben. In der ägyptischen Kultpraxis ist ein sprechendes Götterbild als publikumswirksame Inszenierung folglich nicht auszuschließen.
Wie die Vielzahl an Funden aus Deir el-Medina belegt, protokollierte bei öffentlichen Befragungen im juristischen Rahmen in der Regel ein Schreiber den Ausgang des Götterorakels. Diese Dokumentation implizierte das genaue Verzeichnen des Datums der Befragung und der anwesenden Zuhörerschaft, worauf sich der Betreffende im Zweifelsfall berufen konnte.
Seltener ließen Privatpersonen ihre Orakelentscheide zu diesem Zweck auf Stelen verzeichnen. So berichtet etwa die Stele des Reinigungspriesters Merimaat (Kairo, Ägyptisches Museum; Inv.-Nr.: JE 91927) unter Ramses VI. von einer Anrufung des Amun. Die auf dem Objekt gezeigten Barken der lokalspezifischen Göttertriade aus Amun, Mut und Chons ähneln Darstellungen in den thebanischen Heiligtümern dieser Zeit, etwa an der Chapelle Rouge im Tempel von Karnak. Womöglich beauftragten die Dorfbewohner jene Bildhauer mit der Fertigung ihrer Stelen, die seinerzeit auch die Tempelreliefs schufen.
Dass Orakelbefragungen zur Klärung von Rechtsangelegenheiten nicht nur in der Thebaïs zum Einsatz kamen, zeigt die aus Abydos stammende Stele des Paser (Kairo, Ägyptisches Museum; Inv.-Nr.: JE 43469) unter Ramses II. Sie bildet den verstorbenen Inhaber in Gebetshaltung vor der königlichen Barke des Ahmose I. ab. Aus der Inschrift geht hervor, dass der vergöttlichte Pharao in einer Rechtsstreitigkeit um ein Feld befragt wurde. Die typisch ramessidische Barke auf dem Giebelfeld ist hier um eine Figur der sistrumspielenden Ahmose-Nefertari vor dem Naos ergänzt.

### Ticket-Orakel
Sollte eine Orakelbefragung nicht im öffentlichen Rahmen stattfinden, bestand für private Bittsteller ab der Dritten Zwischenzeit die Möglichkeit, das Kultbild einer Gottheit in ihrem Tempelsanktuar durch einen Priester aufsuchen zu lassen. Diese Form der Befragung löste in griechisch-römischer Zeit das Barkenorakel weitgehend ab.
Eine eindeutige Schilderung des Falles war in den formalisierten, als Tickets bezeichneten Anfragen insofern wichtig, als das Vortragen des Anliegens und die Beantwortung durch den Gott zeitlich verschoben stattfanden. So bestand für den Fragenden keine Möglichkeit, potentielle Ergänzungen oder Konkretisierungen vorzunehmen.
Die als Konditionalsätze nach dem Muster „Wenn – dann“ formulierten Fragen an die Gottheit standen nunmehr auf versiegelten Papyruszetteln statt auf Ostraka. Für die mit der Durchführung der Befragung betrauten Priester war der Inhalt der Schreiben prinzipiell nicht einsehbar.
In einem demotischen Papyrus (Carlsberg, Carsten Niebuhr Institut; Inv.-Nr. P. Carlsberg 429) aus Tebtynis erbittet ein Mann Hilfe bei der Wahl seiner Ehefrau. Vermutlich sind dem Schreiben zwei weitere mit den Namen der Frauen vorausgegangen. Im dritten Brief heißt es:
„Horos, Sohn des Pasis, ist es, der sagt: »Mein großer Herr, oh Sobeknybtis! Wenn es zu meinem guten Geschick ist, mir keine Frau als Ehefrau zu erwerben von diesen zwei Frauen, die geschrieben sind in meinem Brief, möge man mir diesen Brief herausbringen! Das gute Geschick, es ist vor Sobeknybtis! Geschrieben.«“
Für die Konsultation musste zunächst die Einwilligung der Gottheit eingeholt werden. So stellt ein auf 22 v. Chr. datiertes Urkundenpaar (Carlsberg, Carsten Niebuhr Institut; Inv.-Nr. P. Carlsberg 37a/b) aus Hawara der Schilderung des Anliegens die Frage voraus, ob das Orakel grundsätzlich willens sei, sich dazu zu äußern. Erhielt der Verfasser keine Antwort, so musste er dem Gott eine Strafzahlung entrichten. Bei Fragen rechtlicher Natur ist hieraus möglicherweise indirekt ein Schuldspruch abzuleiten.

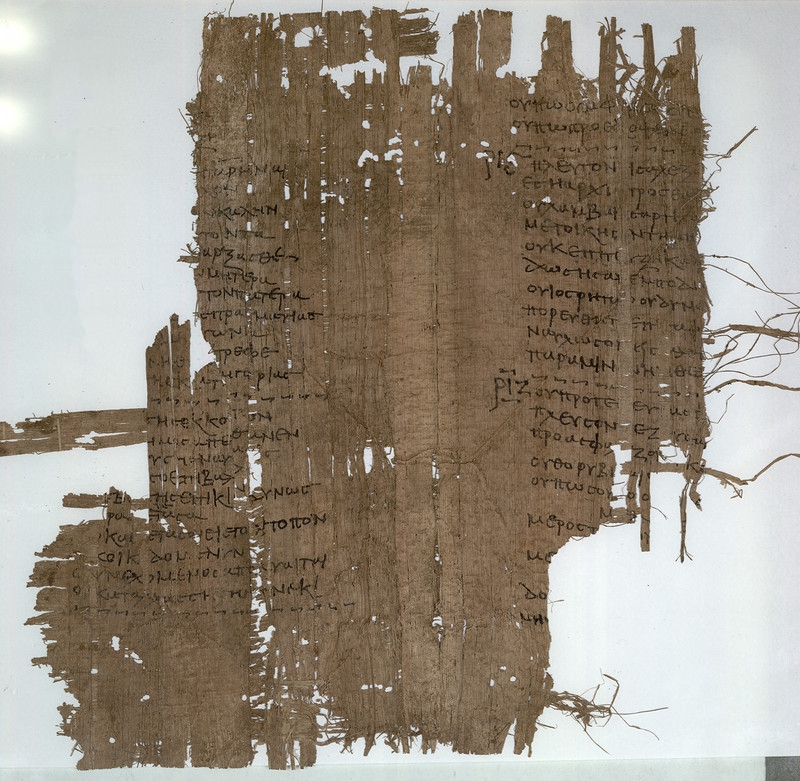
Papyrusfragment aus den Sortes Astrampsychi mit griechischer Beschriftung

Die in den Tempelarchiven gefundenen Fragen waren in der Regel die vom Gott nicht gewählten Optionen sowie die gänzlich abgelehnten und folglich ohne Antwort verbliebenen. Akzeptierte Fragen wurden mündlich beantwortet oder die entsprechenden Papyri durch die Priester mit Antworten versehen, welche je nach Komplexität des Anliegens sowohl knapp als auch ausführlich ausfallen konnten. Wahrscheinlich war es möglich, mehrere Fragen pro Tempelbesuch einzureichen. Das System hinter der Zuordnung der Papyri zu den jeweiligen Fragestellern bleibt unbekannt, zumal die beschiedenen Exemplare keine Nummerierungen oder anderweitigen Beschriftungen tragen. Weiterhin unklar ist, ob das Einreichen von Fragen an feste Termine gebunden war, die sich wiederum nach Hemerologien oder Festtagen richteten, sowie die Dauer des Wartens auf eine Antwort oder die Bezahlung.
Während beim Abfassen der Fragen vermutlich literate Vertreter in den Tempeln und Lebenshäusern halfen, ist kein gesondertes Amt für die Durchführung des Orakels aus den Tempeln bekannt. Dies legt nahe, dass das besagte Verfahren keinen festen Bestandteil der Tagesordnung im Tempel bildete.
Eine Weiterentwicklung liegt mit den sogenannten Sortes Astrampsychi, einem griechischen Orakelbuch aus dem römischen Ägypten des 3. bis 6. Jahrhunderts v. Chr., vor. Die Petitionen wurden hierbei unter Zuhilfenahme eines Fragenkatalogs erstellt. Sie entstammten inhaltlich zunächst dem städtisch-privaten Milieu und verlagerten sich in koptischer Zeit in den klösterlichen Bereich. Die Wahrsagung bestand in der Auslosung aus einem Kontingent vorgefertigter Antworten. Möglicherweise bedienten sich die Priester bereits bei den Ticketorakeln eines ähnlichen Losverfahrens.

### Die weise Frau
Aus Deir el-Medina ist die Weissagung eines Götterspruches durch die sogenannte weise Frau bekannt. Dieses Amt führte eine einzelne Schrift- und Ritualkundige aus, die in direkten Kontakt mit den Göttern treten konnte. Sie beschwor diese, auf Fragen zu antworten, welche die Dorfbewohner an sie herantrugen.
Wie die rituelle Handlung im Detail ablief und ob prinzipiell jede größere Gemeinschaft über ein solches menschliches Medium verfügte, ist nicht bekannt. Allerdings ist davon auszugehen, dass die weise Frau in der Regel persönlich aufzusuchen und das Anliegen persönlich zu besprechen war, zumal der Großteil der Dorfbewohner weder lesen noch schreiben konnte und demnach nicht in der Lage gewesen wäre, Briefe zu verfassen.

### Andere Praktiken
Die physische Anwesenheit einer Gottheit in Gestalt eines Götterbildes war mitunter nicht zwingend erforderlich für die Durchführung eines Orakels. Ab der Spätzeit fanden vermehrt Divinationstechniken Verwendung, die diskreter durchgeführt werden konnten als große Barkenprozessionen oder Befragungen der Gottheit im Tempel. Fallweise ist hierbei eine genaue Unterscheidung zwischen Orakel und Omen nicht möglich.
Bei der Schalendivination war die Botschaft aus den amorphen Gebilden von Öl in Wasser herauszulesen. Die jeweilige Gottheit, von welcher der Anwender Rat einzuholen wünschte, bedingte die Wahl des Wassers. In demotischen und griechischen Papyri heißt es mitunter:
„Wann immer du anfragen willst wegen Angelegenheiten, nimm ein Bronzegefäß, entweder eine Schale oder einen Becher, welcher Art du auch möchtest. Gieß Wasser (hinein(?)): Regenwasser, wenn du himmlische Götter anrufst, Meerwasser, wenn du Götter der Erde anrufst, Flusswasser, wenn Osiris oder Serapis, Quellwasser, wenn die Toten. Während du das Gefäß auf deinen Knien hältst, gieß grünes Olivenöl (hinein(?)), beuge dich über das Gefäß und sprich den vorgeschrieben Spruch […].“
Beim Lampenorakel zeigte sich der Wille einer Gottheit nach deren Anrufung in der Bewegung einer Flamme über einer Öllampe. Die Existenz und Gültigkeit dieser Praxis bereits zu Zeiten pharaonischer Herrschaft aufgrund von Lampenlieferungen in Nekropolentagebüchern aus Deir el-Medina ist umstritten.

## Anwendungsgebiete

### Öffentliche Angelegenheiten
Im Rahmen königlicher Propaganda wurden Götterorakel mit Vorliebe zu Demonstrationszwecken genutzt, um die Infragestellung prekärer staatlicher Entscheidungen zu umgehen.
Als Frau auf dem Thron bedurfte Hatschepsut vorsorglich der offiziellen göttlichen Zustimmung, um ihren Herrschaftsanspruch geltend zu machen. Da sie stellvertretend für den eigentlichen Thronerben Thutmosis III. regierte, bis er ein angemessenes Alter zum Herrschen erreicht hatte, musste wiederum auch dieser beizeiten Gottes Gunst vorweisen, um die erlangte Reife nicht nur vor dem Königshof, sondern auch dem gesamten Land zu bestätigen.

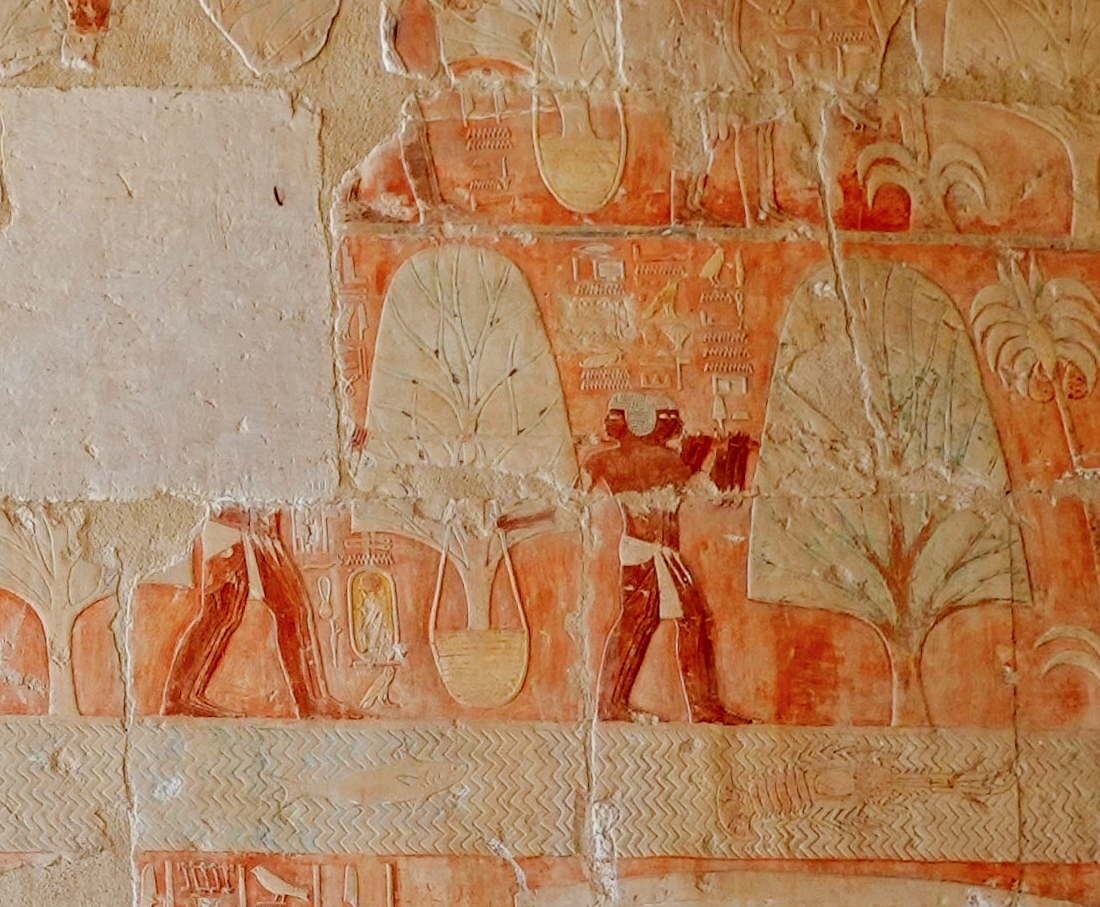
Export von Weihrauchbäumen in den Punt-Reliefs im Totentempel der Hatschepsut, Deir el Bahari, Ägypten

Dass diese Methode auch zu Zeiten nichtägyptischer Herrscher Anwendung fand, belegen unter anderem die Osorkonchronik aus libyscher sowie napatanische Königsstelen aus kuschitischer Zeit.
Ebenso wurden bei innenpolitischen Angelegenheiten wie etwa Landstiftungen oder der Vergabe hoher klerikaler Ämter zur Entscheidungsfindung sowie zum Aussprechen von Schutz und Segen die Götter einbezogen. So verzeichnet und illustriert der „Saite Oracle Papyrus“ in Wort und Bild die feierliche Vergabe eines Priestertitels.
Jene Priester beanspruchten bereits zu Zeiten des thebanischen Gottesstaats des Amun in der 21. Dynastie das Machtmonopol und holten für jede Entscheidung die Meinung ihres obersten Gottes ein. Auf der sogenannten Stele der Verbannten (Paris, Louvre; Inv. Nr. C 256) erbittet der Hohepriester Mencheperre die Begnadigung rebellischer Untertanen, die ins Exil geschickt worden waren, und versichert sich mehrmals über die gesetzliche Absicherung dieser Anordnung. Der angerufene Amun gibt den Wünschen des Mencheperre uneingeschränkt statt.
Dies ging einher mit der taktischen Befragung eines Götterorakels in der Außenpolitik. Ihre groß angelegte Expeditionskampagne in das Goldland Punt, dessen Lage noch immer umstritten ist, deklarierte Hatschepsut als göttliche Weisung:
„Der König selbst, Maat-Ka-Re. An der Treppe des Herrn der Götter erbittet die Majestät des Palastes, sie möge leben, heil und gesund sein, am großen Platz den Auftrag zu vernehmen, einen/den Orakelspruch des Gottes selbst: »Suche die Wege nach Punt, ersehnen den Pfad zu den Myrrheterrassen, führe eine Truppe zu Wasser und zu Lande, um im Gottesland Schätze zu holen für den erhabenen Gott, der ihre Vollkommenheit erschaffen hat.« Da tat man, wie ⟨ihnen⟩ die Majestät dieses erhabenen Gottes geheißen, (jedoch) in der Tat auf Wunsch Ihrer Majestät, (womit) sie erreicht, wie Re ewig lebendig, heil und gesund zu sein.“
Weiterhin stützte auch Thutmosis IV. seine Militärtaktik auf Prognosen des Götterorakels. Vor einem Feldzug gegen die aufständischen Nubier wandte er sich zunächst an Amun, um sich und seinem Volk der Angemessenheit des Vorhabens zu versichern:
„Seine Majestät, der König, wandte sich persönlich an den Herrscher der Götter und fragte ihn um Rat wegen der Angelegenheiten. Dadurch, dass der [auf] ihn [zu]schritt, gab er bekannt, was durch ihn geschehen sollte. Er wies (ihm) den rechten Weg, das zu tun, was sein Ka wünschte, ganz so wie ein Vater mit seinem Sohn […] spricht.“
Besonders im Neuen Reich bildete das Götterorakel ein konstituierendes Element in der Rechtsprechung. Während in Deir el-Medina kriminelle Delikte in der Regel der lokalen Gerichtsversammlung namens Qenbet vorbehalten waren, fielen Eigentumsfragen in den Zuständigkeitsbereich der Gottheit. Immobilien waren Staatseigentum und wurden nicht vererbt, sondern gesetzlich zugewiesen. Allerdings konnten herrenlose Güter anscheinend durch persönlich motivierte Investition von Arbeit in den eigenen Besitz übergehen. Der einzige Beleg für Eigentumserwerb in Folge einer privaten Sanierung findet sich auf einem Ostrakon (London, British Museum; Inv.-Nr.: O. BM EA 5625) unter Ramses V. Der Textträger dokumentiert den Fall des Arbeiters Qenna, der im Beisein des Arbeitstrupps und deren Vorgesetzten vor dem Götterbild Amenophis‘ I. Anspruch auf ein Grundstück erhebt:
„Komme zu mir, mein guter Herr! Ich bin derjenige, der das Haus des Mannes (von) der Arbeitstruppe Pa-charu (wiederauf)gebaut hat, als es verfallen war. Siehe, der Mann (von) der Arbeitstruppe Meri-Sachmet, Sohn des Menna, verhinderte, dass (ich) in ihm wohnen kann, (indem er) behauptete, »(Es) (ist) der Gott, der zu mir sagte: Teile es mit dir!« (So) sprach er. [Er] hat nicht an ihm, gemeinsam mit mir, gebaut […].“
Aus der Antwort des verstorbenen Königs nach Verlesung durch einen Schreiber geht hervor, dass per Gottesspruch im Namen des Staates Eigentum übereignet und Recht geltend gemacht werden konnte:
„»Gib das Haus an Qenna, seinen Herrn, zurück! Es gehört ihm durch Verordnung des Pharao, er möge leben, heil und gesund sein. Niemand soll seine Teilung vornehmen.«“

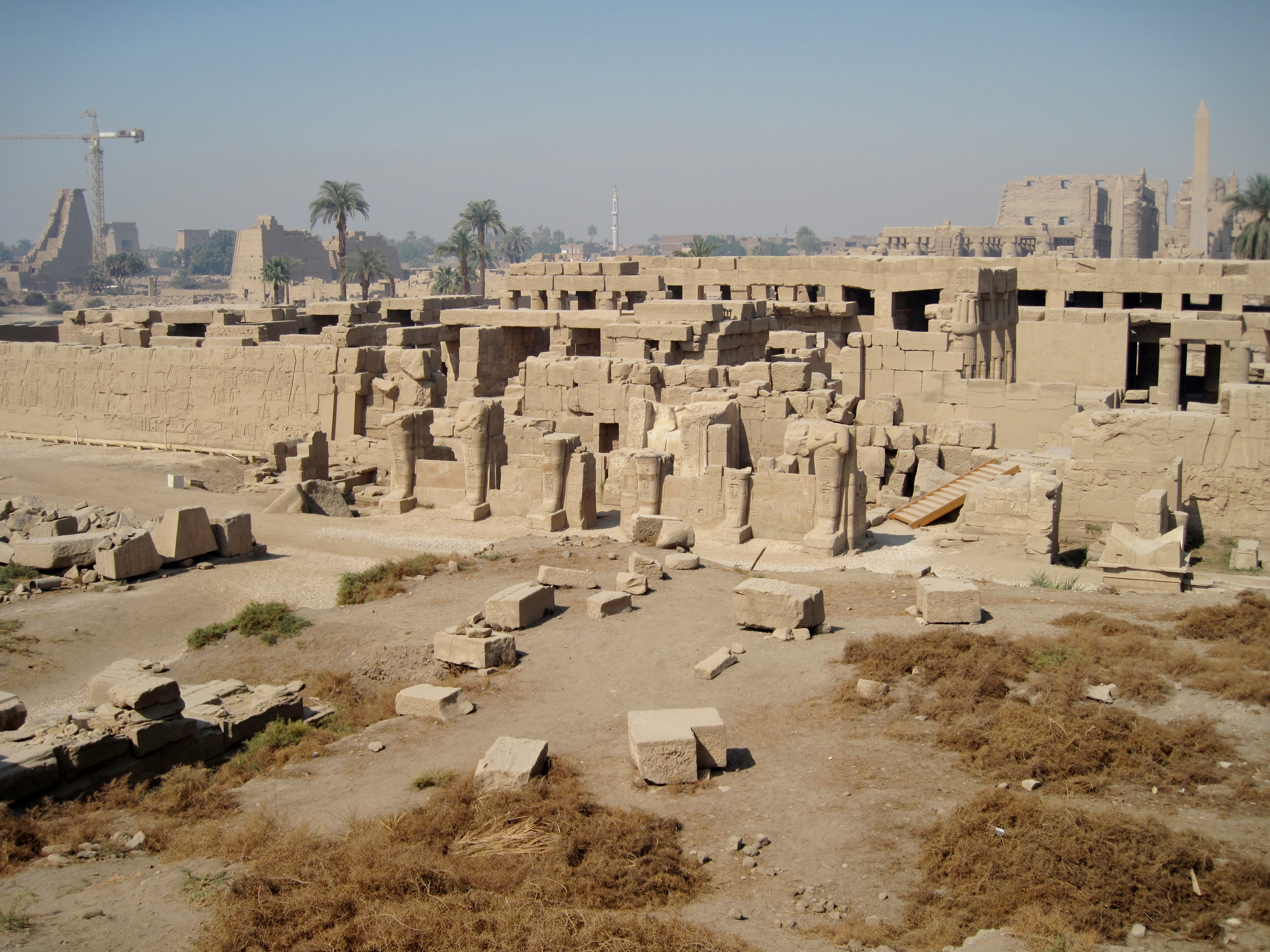
Osttempel Thutmosis’ III. im Tempel von Karnak, nördlich von Luxor, Ägypten

Angesichts der zunehmenden Korruption an ramessidischen Gerichtshöfen war der einfache Bürger vermutlich eher geneigt, sein Anliegen dem Gott im Rahmen einer Prozession vorzutragen als eine Gerichtsverhandlung zu beantragen. Rechneten sich Kläger geringe Erfolgschancen vor Gericht aus, etwa aufgrund dürftiger Beweislage, so setzten sie ihre Hoffnungen neben der Neutralität des Gottes ebenso auf dessen Gnade. Auf diese hofften Bittsteller, die im Osttempel von Karnak ihre Gesuche dem Amun-Re vortrugen. Seit Ramses II. sind die Kultkapellen in diesem Bezirk des Tempelareals als Orte bekannt, an denen Rechtsurteile ausgesprochen und vollzogen wurden. Da die Sanktuare auf der mutmaßlichen Prozessionsroute der Götterbarke lagen, ging dies womöglich mit Orakelbefragungen einher.
Im Papyrus Nevill (London, British Museum; P. BM EA 10950) aus der 20. Dynastie, einem sogenannten Gottesbrief, wendet sich der Bittsteller an eine namenlose Gottheit und fordert sie auf, im Rahmen eines Barkenorakels in Erscheinung zu treten, um sie zum Verbleib verschwundener Gewänder aus dem Tempelinventar zu befragen. Das Schreiben illustriert, dass die Prozession für Bürger, denen der Zugang zum Götterbild im Tempel verwehrt war, neben dem Vorschicken eines zugangsberechtigten Vertreters die einzige Möglichkeit darstellte, mit der Gottheit in Kontakt zu treten.

### Private Angelegenheiten
Hegte ein Bürger die Absicht, in einer Angelegenheit die Götter zu befragen, die keine öffentlichen Behörden oder Dritte involvierte, so konnte er sich privat an ein Götterorakel wenden. Hierzu eigneten sich die Ticketorakel ab der Dritten Zwischenzeit.
In diesem Rahmen behandelte Orakelfragen betrafen zumeist Familienangelegenheiten. So berichtet ein demotischer Papyrus (Carlsberg; Carsten Niebuhr Institut; Inv.-Nr. P. Carlsberg 429) über Unsicherheiten in Bezug auf eine künftige Heirat.
Auch vor dem Antritt einer längeren Reise bestand die Möglichkeit, bei einem Götterorakel einen günstigen Verlauf der Ereignisse zu erbitten.
Ein von Amun ausgesprochenes Schutzdekret zur Gesundheit schrieb der Empfänger der Botschaft häufig auf, um es zusammengerollt in einem kleinen, als Bulla bezeichneten Gefäß um den Hals zu tragen.
Fallweise betrafen solche Dekrete die Annullierung einer Verfluchung durch eine Person aus dem eigenen Umfeld. Die sogenannten Briefe an die Toten aus dem Alten Reich und der Ersten Zwischenzeit stellten eine Vorstufe dieser Praxis dar und verfolgten dieselbe Absicht. Ein Papyrus (London, British Museum, Inv.-Nr.: P. BM EA 10587) aus der Dritten Zwischenzeit aus den sogenannten „Oracular Amuletic Decrees“ enthält einen Beschluss des Gottes Thot, in dem dieser drohendes Unheil abwendet und im Zuge dessen dem Initiator der göttlichen Verwünschung auferlegt:
„Ich erkläre jede bösartige Heimsuchung, jede bösartige Fügung und jede bösartige Sache für nichtig, die gemacht wurde gegen NN, Sohn des NN, Sohn des NN, meinen trefflichen Diener; Ich sorge dafür, dass sie zurückfallen auf diejenigen, die sie gemacht haben, und ich sorge dafür, dass sie zurückfallen auf diejenigen, die sprachen: »Tue es.« Niemals werde ich zulassen, dass sie magische Wirkungsmacht über ihn erlangen zeit seines Lebens.“

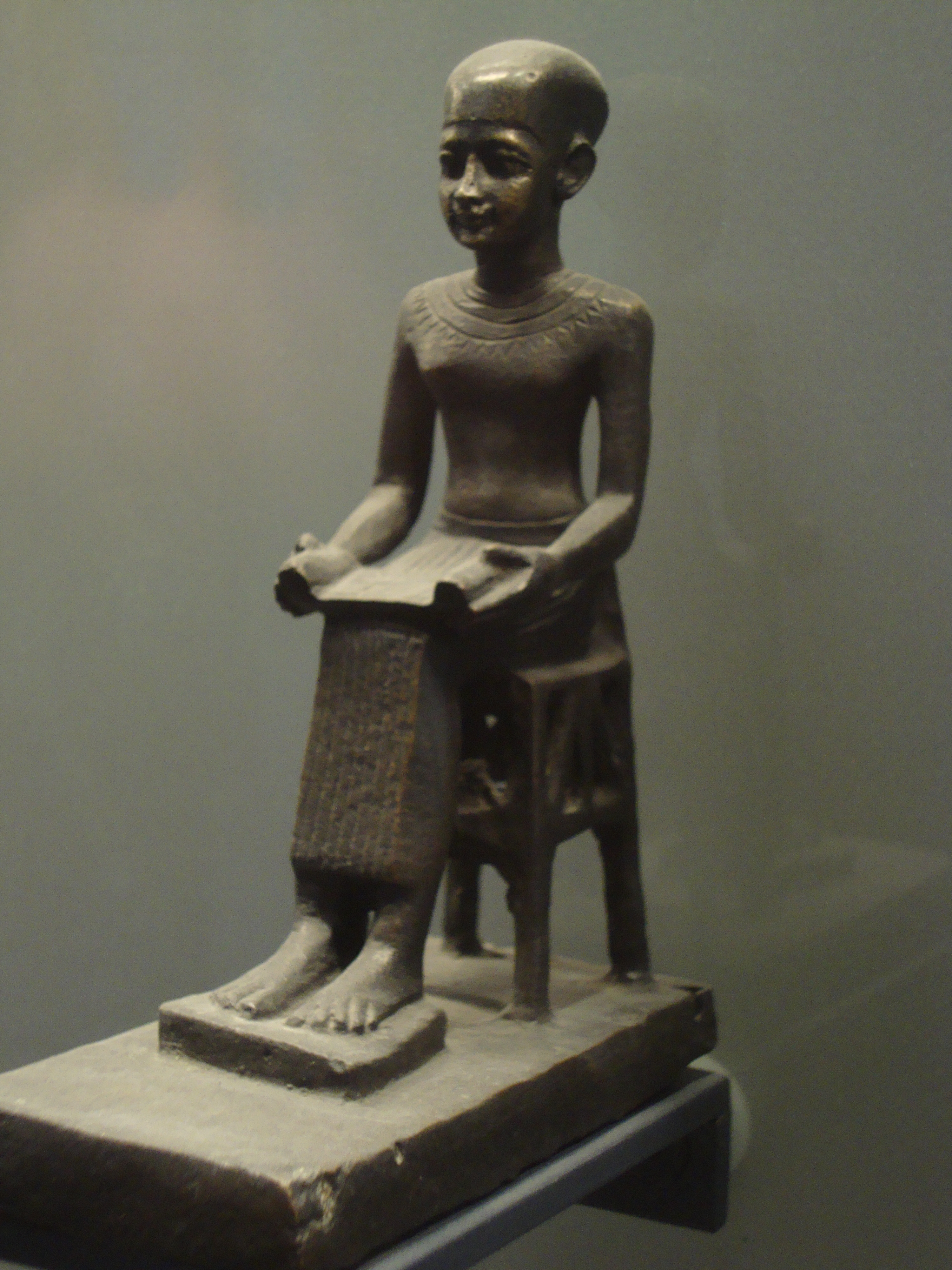
Statue des vergöttlichten Imhotep im Louvre, Paris

Einen Großteil an privaten Orakelfragen machen Segenswünsche zur baldigen Geburt eines Kindes aus.
Personennamen nach dem Bildungsschema „Gott … hat gesagt, er/sie werde leben“ bezeugen die verbreitete Praxis des Geburtsorakels ab der Spätzeit. Aufgrund der hohen Kindersterblichkeit im Alten Ägypten kann diese Geste als apotropäische Vorkehrung verstanden werden, um optimal für das Überleben der Nachkommenschaft zu sorgen. Der Name Djedptahiuefanch lässt beispielsweise vermuten, dass die Eltern sich vor der Geburt per Orakelbefragung beim Gott Ptah erkundigten, ob das Kind überleben werde.
In ähnlicher Weise bezeugt die Inschrift einer Totenstele (London, British Museum; Inv.-Nr.: BM EA 147) aus dem ptolemäerzeitlichen Memphis, dass der Sohn der Adeligen Taimhotep, vor dessen Geburt diese an den vergöttlichten Imhotep herangetreten war, selbst den Namen Imhotep bekam.
Segenswünsche dieser Art richteten werdende Eltern mit Vorliebe auch an die Geburtsgöttin Mesechenet, auf dass sie dem ungeborenen Kind ein günstiges Schicksal bescheren möge. Zusammen mit den weiblichen Gottheiten Tefnut, Nut, Isis und Nephthys stand sie der Gebärenden schützend zur Seite.
Im Falle eines Kindstodes wandten sich die trauernden Eltern unter den Bewohnern von Deir el-Medina hingegen an die weise Frau, um die Ursache in Erfahrung zu bringen. Auf einem ramessidischen Ostrakon Letellier (Chicago, Haskell Oriental Institute; Inv.-Nr. O. OIM 16974) findet sich ein Brief, in dem ein Mann namens Qenherchepeschef der Frau Inerwau aufträgt, die Wissende nach dem Grund für den Tod zweier Söhne zu fragen. Sie solle in Erfahrung bringen, ob die Kinder an Mangelernährung oder aufgrund einer göttlichen Strafe verstorben seien, und weist darauf hin, dass er und die Mutter auch um ihr eigenes Wohl besorgt seien. Es ist anzunehmen, dass der Mann der betreffenden Gottheit zu opfern gedachte, um einem ähnlichen Schicksal zu entgehen.
Sah ein Bittsteller dem eigenen Tod entgegen und wollte sich der regelmäßigen Opfergaben durch seine Nachfahren versichern, so wurden die Weisungen auf Papyri oder hölzernen Schreibtafeln beizeiten im Grab deponiert.

## Reaktionen auf Orakelsprüche
Anders als beim griechischen Orakel von Delphi, dessen Ruinen sich am Hang des Parnass in der Gebirgsregion Phokis befinden und das vom 8. Jahrhundert v. Chr. bis zum 4. Jahrhundert n. Chr. die bedeutendste Kultstätte der hellenistischen Welt darstellte, waren ägyptische Götterorakel in der Regel eindeutig und bedurften keiner weiteren Ausdeutung.
In der Jurisdiktion war das öffentliche Götterorakel daher eng mit der Qenbet verbunden, wenn es um die Aufklärung krimineller Übergriffe ging. Ob der letzten Endes als Täter Überführte tatsächlich immer auch der Täter war, lässt sich nicht nachweisen.
Um den Kreis der potentiellen Straffälligen im Voraus einzugrenzen, konnten konkret Verdächtigte per Ticketorakel freigesprochen oder aber beschuldigt werden. Darüber hinaus hatte ein solcher Orakelbeschluss keine juristische Relevanz.
Barkenprozessionen, die richterliche Beschlüsse nach sich zogen, fielen gemäß der Quellenlage überwiegend nicht mit bekannten Festtagen zusammen. Unter Umständen wurden sie eigens und in Abhängigkeit von den Sitzungen der Qenbet anberaumt, eventuell richteten sich diese jedoch auch nach den Terminen der Orakelbefragungen. Dieses Verfahren wurde teils unterstützend zur Urteilsfindung herangezogen und fand vor dafür zugeteilten Zeugen statt. Der Betroffene war sodann angehalten, einen Eid zu schwören, auf dass er sich dem Entscheid nicht widersetze. So verzeichnet das ramessidische Ostrakon des Qenna (London, British Museum; Inventar-Nr.: O. BM EA 5625):
„(So) sprach er mündlich, nämlich der Gott [in] seiner Gegenwart (und) in Gegenwart von:
dem Obmann der Arbeitstruppe Nechemmut,
dem Obmann der Arbeitstruppe Inherchau,
dem Schreiber Hori(scheri),
der Trägerschaft des Gottes (und)
der ganzen Arbeitstruppe
am Eingang des Grabes des Obmanns der Arbeitstruppe Qaha.

Er leistete den Eid beim Herrn, er lebe sei heil und gesund: »So wahr Amun dauert! So wahr der Herrscher dauert, dessen Zorn [unheilvoller] ist als der Tod, Pharao – er lebe, sei heil und gesund – mein Herr! Kehre ich mich (von der Abmachung darüber) ab, um dagegen zu reden, (dann) soll ich 100 Hieben unter(liegen) (und) (meine) Habe verlieren.«“

War das Urteil als rechtskräftig anerkannt worden, kam die Umsetzung den lokalen Beamten zu. Die Strafe von 100 Schlägen ist in Quellen aus dem Neuen Reich mehrfach attestiert. Im Falle der sogenannten Haremsverschwörung gegen Ramses III. trug das Götterorakel maßgeblich dazu bei, den Mord am Herrscher mit der Todesstrafe zu ahnden. So heißt es in den Prozessakten des Papyrus Lee über einen Delinquenten:
„Und es wurden ihm die schweren Strafen des Todes angetan, von denen die Götter gesagt hatten: »Tut sie ihm an.«
Ein Götterspruch war nicht automatisch bindend, stellte jedoch einen gewichtigen Indikator in Schuldfragen dar. Um ein gerechtes Urteil sicherzustellen, wurde dem Kultbild mitunter mehrmals die gleiche Frage in abgewandelter Form gestellt. Alternativ konnten, wie aus Prozessakten (London, British Museum; Inv.-Nr.: P. BM EA 10335) aus der 20. Dynastie hervorgeht, bei Manipulationsverdacht auch mehrere Orakel konsultiert werden. Ein weiterer ramessidischer Papyrus (Kairo, Institut Français d'Archéologie Orientale; Inv.-Nr. P. DeM 26) wiederum bezeugt, wie ein Prozessverlierer in der Hoffnung auf Rehabilitation und Reinwaschung des eigenen Namens vergeblich eine weitere Gottheit konsultierte und seine Unschuld beteuerte.
Das Ostrakon (Genf, Musée d'Art et Histoire; Inv.-Nr. O. MAH Geneva 12550) verzeichnet einen Rechtsstreit um eine Behausung, in dem die Initiative zur Orakelbefragung nicht von der Qenbet, sondern vom Ratsuchenden selbst ausging. Er verlor durch den Gottesspruch seinen Anspruch an der Immobilie, gab sich mit diesem Beschluss jedoch nicht zufrieden und ließ den Prozess wiederaufnehmen.
Auch im Fall des Qenna (London, British Museum; Inv.-Nr.: O. BM EA 5625) stellt das konsultierte Orakel eine Reaktion auf eine vorangegangene Befragung seitens seines Prozessgegners Merisachmet dar, an dessen Wahrheitsgehalt Qenna zweifelte. Dass der Gott das Haus Merisachmet zugestanden habe, weigert Qenna sich zu glauben, zumal sein Gegner an der Instandsetzung gar nicht beteiligt gewesen sei.
In derlei Fällen war der göttliche Bescheid vermutlich zeitnaher zu erlangen als ein gerichtlicher Beschluss oder eine Anordnung auf eine eingereichte Petition. Auch versprach das Götterorakel in der Anfechtung durch Qenna größere Erfolgschancen, da dieser eine Manipulation von Merisachmet zwar vermutete, aber nicht eindeutig beweisen konnte.

## Politische Instrumentalisierung

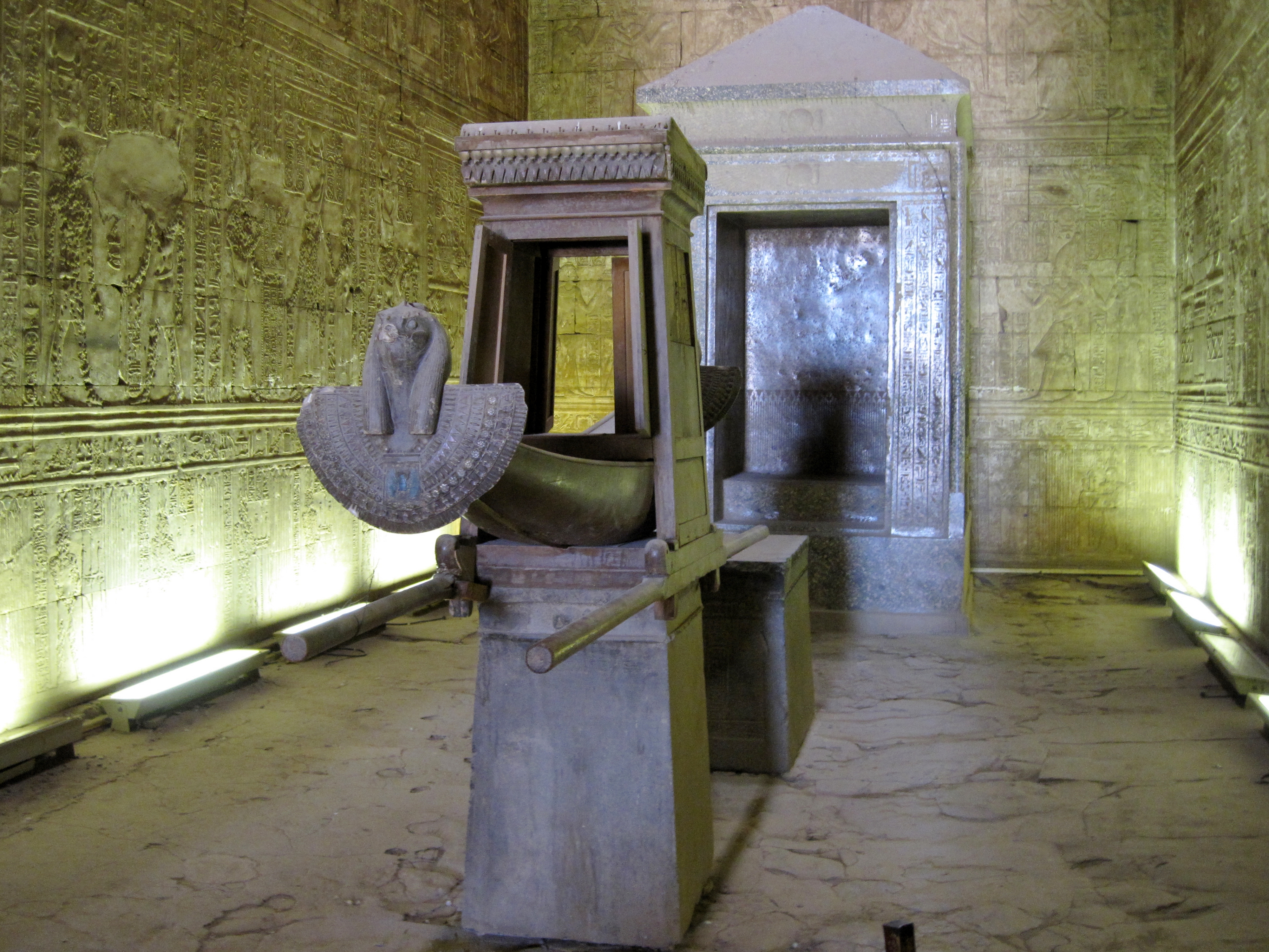
Heilige Barke (Sonnenschiff) im Tempel von Edfu, Ägypten.

Inwieweit die beteiligten Priester die Unergründlichkeit des Götterorakels für ihre Zwecke nutzten, ist nicht mit Sicherheit zu bestimmen. Eine systematische Instrumentalisierung wird in der ägyptologischen Fachliteratur mehrheitlich angenommen, jedoch nicht in jedem Fall von vornherein angesetzt.
Prinzipiell könne der Glaube an den göttlichen Willen nicht ausgeschlossen werden. So rühre die Bewegung des Kultbilds beim Barkenorakel von gruppenpsychologischen Phänomenen her, welche die Priester unterbewusst dazu bringe, sich mit den Tragstangen auf den Schultern gemeinsam in eine bestimmte Richtung zu wenden. Die Wirkungskraft des Gottes sei auf eine nicht greifbare Art von Autosuggestion oder transzendenter Eingebung zurückzuführen. Etwaige Fehlentscheidungen seien durch spektakuläre Fälle mit idealem Ausgang überstrahlt worden. Eine Manipulation von Seiten der Träger sei im Rahmen der Prozession zu auffällig und daher nicht glaubwürdig zu bewerkstelligen gewesen. Ein verbindliches Urteil hätte auf diese Weise folglich nicht zustande kommen können.

Eine Sabotage des Götterorakels war als Freveltat tabuisiert, jedoch war eine Entlarvung nur in Ausnahmefällen möglich. Einen nachgewiesenen Fall solchen Missbrauchs der Divination zur persönlichen Bereicherung verzeichnet ein Papyrus (Turin, Museo Egizio; Inv.-Nr. P. Turin Cat. 1887) aus der 20. Dynastie mit dem sogenannten Elephantineskandal:
„Anklage betreffs der Ernennung des Bakenchons zum Priester des Chnum durch den Wesir Neferrenpet, worüber dieser Wab-Priester zu dem Wab-Priester Nebwenenef sagte: »Wir werden drei andere Wab-Priester einweihen und den Gott veranlassen, diesen Sohn eines Kaufmanns zu entlassen.« Er wurde verhört, und es wurde festgestellt, dass er das wirklich gesagt hatte.“
Auch die Lehren des Ani und des Amenemope aus dem Neuen Reich denunzieren das Fälschen von Orakelsprüchen als Vergehen, was sich im Zeitgeschehen widerspiegelt. Angesichts der engen Verknüpfung von Religion und Politik war eine Übereinstimmung der Staatslenkung mit dem göttlichen Willen zu jeder Zeit von Vorteil und insbesondere im thebanischen Gottesstaat unerlässlich. Das Götterorakel bot die ideale Möglichkeit, um auf diplomatischem Wege Entscheidungen zu forcieren, die in ihrer Brisanz in der Gesellschaft vermutlich auf Widerstand gestoßen wären. Wenn etwa die Beweise für ein eindeutiges Urteil vor Gericht nicht ausreichten, konnte mittels Gottesspruch das Verfahren vereinfacht und beschleunigt werden.
Es ist daher anzunehmen, dass die Entscheidung des Kultbilds letztlich die der Priesterelite im Tempel – oder in nachramessidischer Zeit vorübergehend der Priesterschaft des Amun – war, denen die Barkenträger unterstellt waren. Sie waren um Urteile bemüht, die sich sowohl mit den Staatsinteressen als auch dem öffentlichen Konsens deckten und nicht weiter gerechtfertigt werden mussten. In juristischen Fällen größerer Reichweite fanden die Nachforschungen, Befragungen und Verhandlungen häufig öffentlich statt, sodass die lokale Bevölkerung und involvierte Autoritäten ausreichend Gelegenheit zur Bildung eines allgemeinen Urteils hatten. Zeichnete sich dieses ab, war es im Anschluss Aufgabe des Götterorakels, es zu bestätigen.
Ebenso wahrscheinlich ist, dass auch Ticketorakel durch ritualkundige Spezialisten beschieden wurden, wenn Bittsteller Fragen brisanten Inhalts, etwa nach Heirat oder Diebstahl, einreichten.
Da die Befragung unter Ausschluss der Öffentlichkeit vollzogen wurde, konnten die Priester als offizielle Mittler im Namen der Gottheit ungesehen Antworten erwirken, die dem Staat oder ihnen selbst zugutekamen.

## Orakel im altägyptischen Gesamtkontext
Das Götterorakel bildete im Alten Ägypten ab dem Neuen Reich einen elementaren Teil der religiösen Kultlandschaft. Dabei entwickelte es sich stetig weiter und wurde maßgeblich durch Kontakte mit Griechen und Römern beeinflusst. Im Zuge dessen fand von der Dritten Zwischenzeit bis zur Römerherrschaft eine allmähliche Ablösung des Barkenorakels durch das Ticketorakel statt.
Orakelstätten konnten in privaten Angelegenheiten von Einzelpersonen aufgesucht werden, fanden jedoch auch systematisch Anwendung in der königlichen Legitimation und der Rechtsprechung. Dies ging einher mit einer zunehmenden Theokratisierung der Ideologie und dem Bedürfnis nach individueller Gottesnähe in ramessidischer Zeit. Entsprechend häufig konsultierten Bittsteller aufgrund dessen den Staatsgott Amun, jedoch richtete sich die Wahl der angerufenen Gottheit auch nach Lokalkulten und schloss vergöttlichte Menschen nicht aus. Das zivile Gerichtsverfahren wurde dabei nicht verdrängt oder generalisiert, sondern aus taktischen Gründen ergänzt, zumal die Gottesentscheide weitgehend den Rechtsnormen des ägyptischen Staates entsprachen.
Das ägyptische Götterorakel konnte im Unterschied zum Omenkult sowohl zukünftige als auch vergangene Ereignisse betreffen. Es befasste sich in der Regel mit Einzelproblemen und war, sofern im juristischen Bereich angewandt, faktisch rechtsgültig. Omen besaßen universelle Bedeutung in Angelegenheiten, die zumeist eine ganze Gemeinschaft betrafen, und waren in ihrem Aussagegehalt weniger eindeutig. Während sich der Gott auf diese Weise mitteilte, um von einem nicht näher determinierten Menschen zur Kenntnis genommen zu werden, trat beim Götterorakel eine bestimmte Person gezielt mit einer Frage an die Gottheit heran. Die Grenzen zwischen Götterorakel und Omen waren im Alten Ägypten fließend, weswegen bestimmte Phänomene keine eindeutige Klassifizierung zulassen. Dies betrifft neben der Befragung göttlicher Tiere auch den Tempelschlaf (Trauminkubation) als Weiterentwicklung der Traumdeutung. Hier wurden Träume bewusst erzeugt, um göttliche Unterstützung bei gesundheitlichen Leiden oder Kinderwunsch zu erwirken, ohne jedoch notwendigerweise mit einer konkreten Frage an die Gottheit heranzutreten.
An der Vielzahl privater Orakelfragen auf Papyri und Ostraka sowie deren thematischer Bandbreite wird deutlich, dass das Götterorakel im Alten Ägypten eine vielfach frequentierte Anlaufstelle für persönlichen Rat darstellte. Die Auskunft der Gottheit war dabei keine verbindliche Voraussage, sondern eine weisende Prophezeiung, die sich nicht zwangsläufig bewahrheiten musste.